# Immunfixationselektrophorese
Die Immunfixationselektrophorese ist ein Verfahren, das dazu dient, monoklonale Immunoglobine (M-Gradient, Gammopathie) im Serum oder Urin nachzuweisen und diese nicht nur qualitativ, sondern auch quantitativ zu erfassen.
Hierzu werden nach elektrophoretischer Auftrennung markierte Antikörper an das Präparat angelagert.